# Castello di Montegridolfo
Il castello di Montegridolfo è una fortificazione edificata nel XIV secolo nel paese omonimo in provincia di Rimini in Emilia-Romagna.

## Storia
Il castello venne commissionato da Galeotto Malatesta e racchiude all'interno delle mura un borgo medievale. Il terrapieno è circondato dalle mura dotate di torrioni; all'interno del castello ha sede il municipio, a fianco alla torre con la porta di accesso.

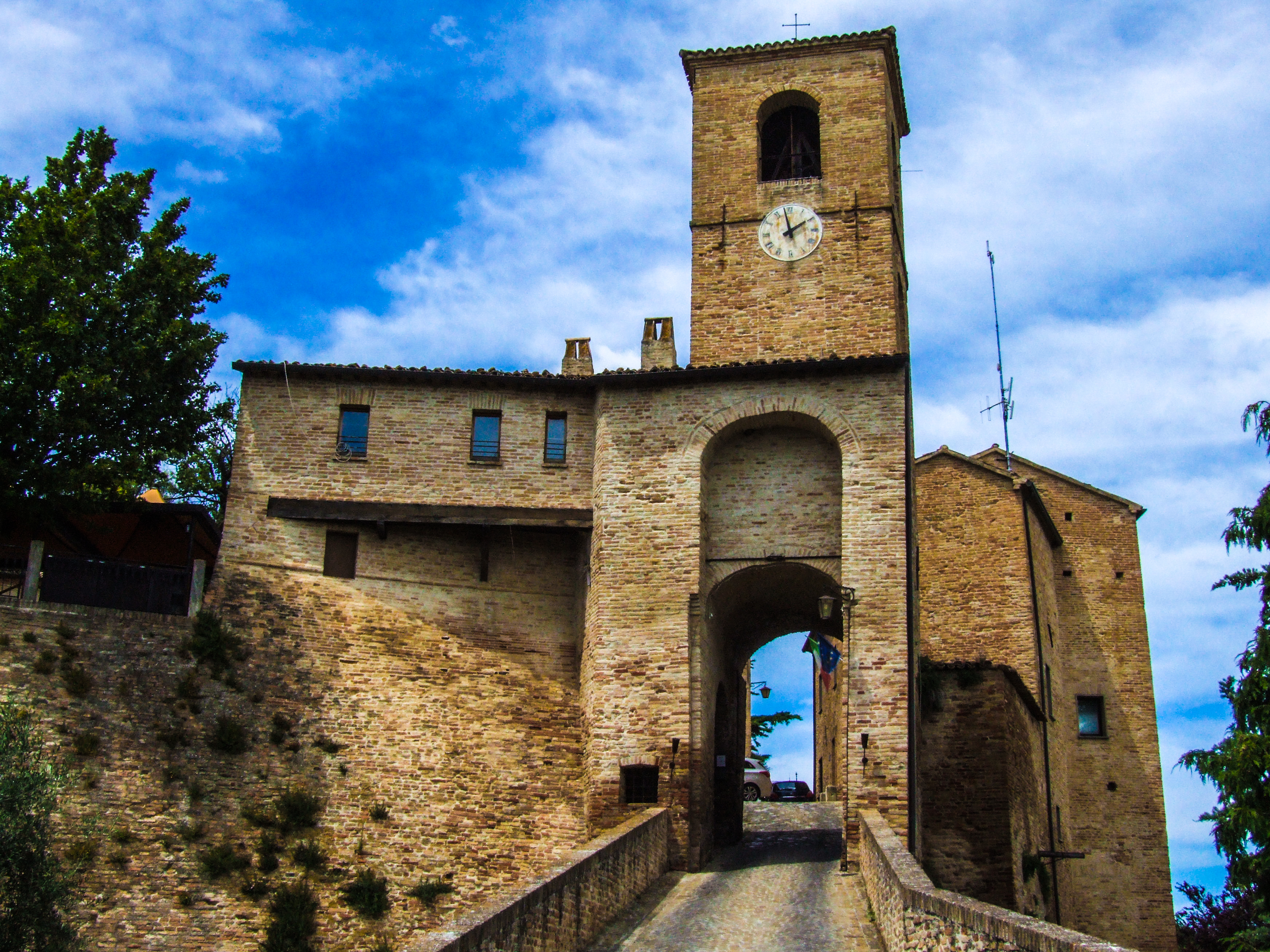
Porta di accesso al castello